# Michel Le Tellier

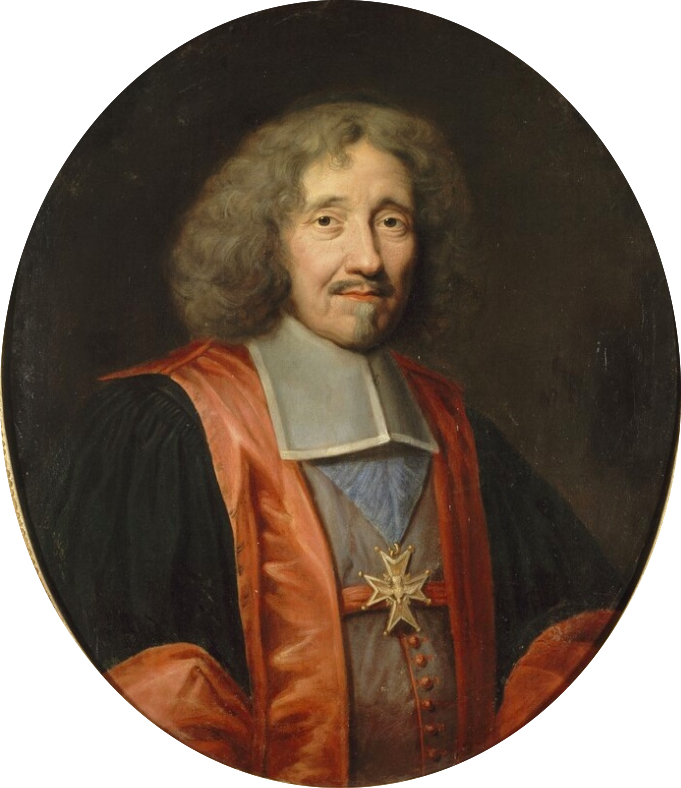
Michel Le Tellier con la cruz de caballero de la Orden del Espíritu Santo.

Michel le Tellier (París, 19 de abril de 1603 - 30 de octubre de 1685) fue un político francés.

## Biografía
Le Tellier, fue hijo de Michel III El Tellier y de Claude Chauvelin. Entró al servicio público y se convirtió en maître des requêtes y en 1640 llegó a administrador de Piedmont. En 1643, debido a su amistad con Julio Mazarino fue nombrado secretario de estado para asuntos militares, siendo un administrador eficiente. Participó activamente en los problemas asociados con la Fronda.
En 1677 fue nombrado ministro de Francia y fue uno de los que influyeron a Luis XIV para revocar el Edicto de Nantes. Murió pocos días después de que se firmara la revocación.
Le Tellier, que amasó una gran fortuna, dejó dos hijos, uno el famoso político Louvois y el otro Charles Maurice Le Tellier, quien llegó a ser arzobispo de Reims. Su correspondencia se encuentra en la Biblioteca Nacional en París.